# Цянцюй
Цянцюй (кит.: 羌渠; д/н — 188) — шаньюй південних хунну в 179—188 роках.

## Життєпис
Про батька нічого невідомо, мати походила зі знатного роду племені цян. У 170-х роках був західним тукі-ваном. 179 року після страти шаньюя Хучжена поставлений новим правителем південних хунну. Перебував під повною владою китайських чиновників.
184 року відправив війська для допомоги ханському уряду у придушенні повстання жовтих пов'язок. 187 року за наказом імператора Лю Хуна відправив військо на чолі із східним тукі-ваном Сюйбухоу на допомогу Лю Юю, губернатору провінції Ючжоу для придушення повстання Чжан шуня, губернатора провінції Чжуншань, якому допомагали сяньбі. Це викликало невдоволення старійшин західних кланів, що побоювалися відплати сяньбі. Тому проти Цянцюя повстало 100 тис. осіб на чолі із кланом Сючуге, які повалили шаньюя 188 року й стратили. Новим правителем став західний тукі-ван Чічжі-Шічжухоу.